# Was It Just Me
Was It Just Me is een nummer van de Nederlandse singer-songwriter Douwe Bob uit 2021. Het is de tweede single van zijn vijfde studioalbum Born to Win, Born to Lose.
"Was It Just Me" is een ballad die over een klassieke scheiding. Met de tekst wil Douwe Bob die dit moeten doorstaan, een hart onder de riem steken, aangezien het nummer vlak voor Valentijnsdag werd uitgebracht. "Ondanks dat er heel veel mensen samen zijn met hun liefde op Valentijnsdag, zijn er ook veel mensen alleen en niet in the mood. Geloof me, ik ben daar ook geweest en daarom voor hen dit liedje om een beetje troost te bieden", aldus Douwe Bob. Daniël Lohues heeft meegeschreven aan het nummer. Volgens Douwe Bob was de plaat in slechts tien minuten geschreven. Het nummer werd een klein hitje in Nederland, met een 2e positie in de Tipparade.